# Trofeo de Campeones de la Liga Profesional 2021 (reserva)
El Trofeo de Campeones de la Liga Profesional 2021 o Trofeo de Campeones de la Reserva 2021 fue la primera edición de esta competición organizada por la Asociación del Fútbol Argentino. Se enfrentaron Boca Juniors, campeón de la Reserva de la Liga Profesional 2021, y Sarmiento, campeón de la Copa de la Liga Profesional de Reserva 2021. El partido se jugó el 16 de diciembre.

## Equipos clasificados
| Boca Juniors | Campeón del Torneo de Reserva 2021                        |
| Sarmiento    | Campeón de la Copa de la Liga Profesional de Reserva 2021 |

## Partido
| 16 de diciembre de 2021 | Boca Juniors                           | 3:0 (1:0) | Sarmiento | Estadio Diego Armando Maradona, La Paternal |                           |
| 21:00                   | Morales 32' · Aranda 46' · Langoni 60' |           |           | Árbitro(s): Fernando Cruz                   | Árbitro(s): Fernando Cruz |

|                                  |
|                                  |
| Campeón Boca Juniors 1.er título |